# Sinhung
Sinhung (hangul: 신흥군, Sinhung-kun, handzsa: 新興郡, RR: Sinhŭng-kun, ’új felemelkedés’) megye Észak-Koreában, Dél-Hamgjong (Hamgyŏng) tartományban. 1914-ben emelték megyei rangra.

## Földrajza
Északról Pudzson (Pujŏn) és a Rjanggang (Ryanggang) tartománybeli Kim Hjonggvon (Kim Hyŏng-gwŏn) megye, keletről Tokszong (Tŏksŏng), délről Hongvon (Hongwŏn), Hamhung (Hamhŭng) és Jonggvang (Yŏnggwang), nyugatról Csangdzsin (Changjin) határolja.
Legmagasabb pontja az 1976 méter magas Cshonszandebong (천산대봉; 天山大峯, Ch'ŏnsandaebong).

## Közigazgatása
1 községből (up (ŭp)), 21 faluból (ri (ri)) és 3 munkásnegyedből (rodongdzsagu (rodongjagu)) áll:
| - Sinhung-up (신흥읍; 新興邑, Sinhŭng-ŭp) - Paldzson-rodongdzsagu (발전로동자구; 發電勞動者區, Paljŏn-rodongjagu) - Puhung-rodongdzsagu (부흥로동자구; 富興勞動者區, Puhŭng-rodongjagu) - Sinhung-rodongdzsagu (신흥로동자구; 新興勞動者區, Sinhŭng-rodongjagu) - Kjonghung-ri (경흥리; 慶興里, Kyŏnghŭng-ri) - Kirin-ri (기린리; 麒麟里, Kirin-ri) - Kilbong-ri (길봉리; 吉峯里, Kilbong-ri) - Tedong-ri (대동리; 大洞里, Taedong-ri) - Tonggok-ri (동곡리; 東谷里, Tonggok-ri) - Tonghung-ri (동흥리; 東興里, Tonghŭng-ri) - Panszok-ri (반석리; 盤石里, Pansŏk-ri) - Pujon-ri (부연리; 釜淵里, Puyŏn-ri) - Szangvoncshon-ri (상원천리; 上元川里, Sangwŏnch'ŏn-ri) | - Szogok-ri (서곡리; 西谷里, Sŏgok-ri) - Szonam-ri (서남리; 西南里, Sŏnam-ri) - Jonggo-ri (영고리; 永高里, Yŏnggo-ri) - Jongung-ri (영웅리; 英雄里, Yŏngung-ri) - Uszang-ri (우상리; 右上里, Usang-ri) - Vondong-ri (원동리; 元東里, Wŏndong-ri) - Csungphjong-ri (중평리; 中坪里, Chungp'yŏng-ri) - Cshangszo-ri (창서리; 倉西里, Ch'angsŏ-ri) - Cshukszang-ri (축상리; 杻上里, Ch'uksang-ri) - Havoncshon-ri (하원천리; 下元川里, Hawŏnch'ŏn-ri) - Hunggjong-ri (흥경리; 興慶里, Hŭnggyŏng-ri) - Hungbok-ri (흥복리; 興福里, Hŭngbok-ri) |

## Gazdaság
Sinhung (Sinhŭng) megye gazdasága papírgyártásra, textiliparra, gépiparra, élelmiszeriparra épül.

## Oktatás
Sinhung (Sinhŭng) megye, ismeretlen számú általános és középiskolának ad otthont.

## Egészségügy
A megye számos egészségügyi intézménnyel rendelkezik, köztük 1 megyei és kb. 30 helyi kórházzal.

## Közlekedés
A megye közutakon a szomszédos helységek felől közelíthető meg. A megye vasúti kapcsolattal rendelkezik, a Sinhung (Sinhŭng) vonal része.